# Solanum albicans
Solanum albicans là loài thực vật có hoa trong họ Cà. Loài này được (Ochoa) Ochoa miêu tả khoa học đầu tiên năm 1983.